# هنري بانارن
هنري ويلمر «مايك» (بالإنجليزية: Henry Bannarn)‏ بانارن (17 يوليو 1910-20 سبتمبر 1965)، كان فنانًا أمريكيًا من أصل أفريقي، اشتهر بعمله خلال فترة حركة نهضة هارلم. اشتهر أيضًا بعمله في النحت والفن التشكيلي مستخدمًا العديد من وسائل الرسم، مثل أقلام التلوين، وألوان الباستيل والرسم الحر.

## سيرة شخصية
وُلِد بانارن في ويتومكا، مقاطعة هيوز في ولاية أوكلاهوما في 17 يوليو عام 1910. انتقلت عائلته إلى منيابولس في مينيسوتا عندما كان طفلًا حيث اكتشف موهبته في الفن. درس في مدرسة منيابولس للفنون (المعروفة الآن باسم كلية منيابولس للفنون والتصميم).
انضم كفنان إلى إدارة الأشغال العامة في مشروع الفن الفيدرالي، ودرّس الفن في مركز هارلم كوميونيتي للفنون في مدينة نيويورك حيث كان معاصرًا وصديقًا وشريكًا لفنان أمريكي أفريقي مشهور آخر، تشارلز ألستون، والذي أدار معه ورشة عمل ألستون-بانارن في هارلم في نيويورك. ارتبط بانارن ارتباطًا وثيقًا بحركة «نهضة هارلم» في ثلاثينيات القرن العشرين، واعتُبِر أحد المساهمين البارزين في الحركة. اشتهر في المقام الأول بعمله في النحت، ولكنه برع أيضًا بالفن التشكيلي مستخدمًا العديد من وسائل الرسم، مثل أقلام التلوين، وألوان الباستيل والرسم الحر وما إلى ذلك.
عاد إلى مينيسوتا في عام 1941 وشارك في مسابقة النحت في معرض ولاية مينيسوتا حيث حصل على الجائزة الأولى. حصل الفنان الأكثر تكريمًا على جائزة الرسم في المعرض قبل عقد أيضًا، ومثّل في ذلك أحد أقدم الإنجازات التي حققها فنان أمريكي من أصل أفريقي في تاريخ تلك الولاية.
توفي في 20 سبتمبر عام 1965 في بروكلين في نيويورك.

## الإرث
مُثِّلت أعمال بانارن في بعض من أهم المجموعات في الولايات المتحدة، مثل متحف المتروبوليتان للفنون، ومعهد سميثسونيان، ومتحف هود للفنون في كلية دارتموث، وأكاديمية بنسلفانيا للفنون الجميلة، وجمعية مينيسوتا التاريخية، ومؤسسة منيابولس للفنون، ومعرض جامعة هوارد للفنون، ومعارض جامعة كلارك أتلانتا الفنية. يوجد عدد قليل جدًا من أعماله في أيدي القطاع الخاص.
بيعت لوحة بانارن الزيتية بعنوان «معرض الحداثة» في 26 أبريل عام 2007 مقابل 24 ألف دولار أمريكي في إحدى مزادات شانون للفنون في ميلفورد في كونيتيكت، وحققت بذلك سعرًا أكبر بعشرة أضعاف عن السعر الذي قُدِّرت به في مزاد سابق (بين 2500-3500 دولار أمريكي). نظم معرض روز هيل للمزادات مزادًا علنيًا في 18 مايو عام 2008 في إنغلوود في نيو جيرسي، وبيعت فيه لوحة زيتية لبانارن بعنوان «النوارس» مقابل 5750 دولارًا، وحققت بذلك سعرًا أكبر بعشرين ضعف عن تقديرات مزاد سابق (200-300) دولار.

## المعارض
شارك بانارن في معرض ولاية مينيسوتا 1828 (جائزة)، ومعهد منيابولس للفنون 1932 (جائزة)، ومؤسسة هارمون 1933، وأكاديمية بنسيلفانيا للفنون الجميلة 1934-1936، ومعرض الزنوج الأمريكي 1940، ومعرض جمعية فناني مينيسوتا السنوي 1940 (جائزة)، ومعرض ولاية مينيسوتا 1941 (جائزة)، وجامعة أتلانتا 1943 (جائزة)، ومعرض هانلي في سانت بول في مينيسوتا 1945، ومعرض نيوتن 1945.